# Stadtmuseum Schorndorf

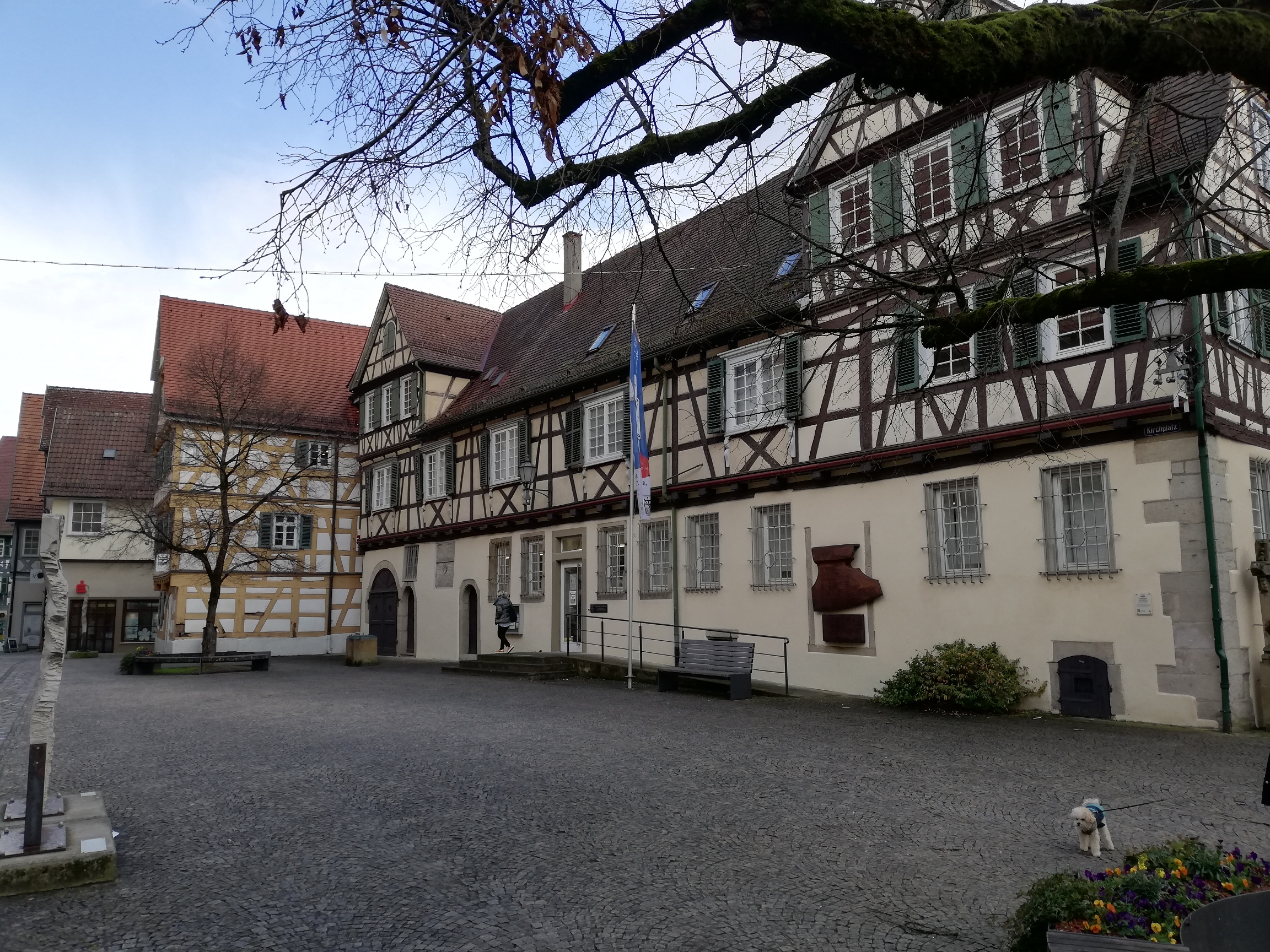
Stadtmuseum Schorndorf, Haus Kirchplatz 7

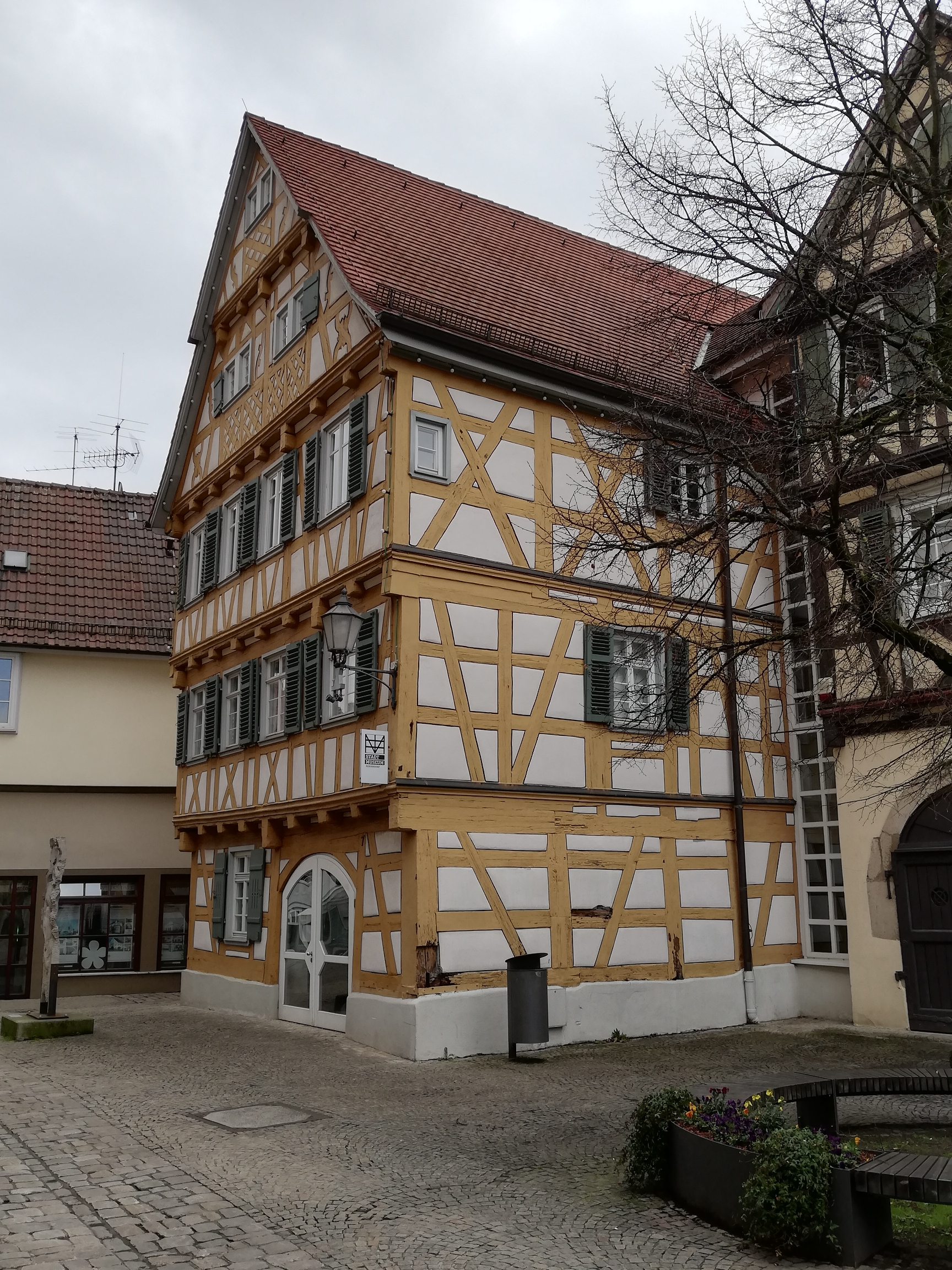
Stadtmuseum Schorndorf, Haus Kirchplatz 9

Das Stadtmuseum Schorndorf ist ein stadtgeschichtliches Museum in der Großen Kreisstadt Schorndorf im Rems-Murr-Kreis.

## Geschichte
Im Jahr 1929 beschloss der Schorndorfer Gemeinderat die Einrichtung eines Museums, das 1934 in der Alten Polizeiwache am Marktplatz anlässlich einer Veranstaltung zum Gedenken an die Zerstörung der Stadt im Dreißigjährigen Krieg 1634 eröffnet wurde. Schon 1938 erfolgte der Umzug in die ehemalige Lateinschule am Kirchplatz 9. Zugleich wurde das Museum zur Erinnerung an den als Gegner Napoleons hingerichteten Buchhändler Johann Philipp Palm, dem ein eigener Raum gewidmet wurde, in Städtisch-Palm'sches Museum umbenannt.
Nach dem Zweiten Weltkrieg widmete sich der 1949 gegründete Schorndorfer Heimatverein der Förderung von Heimatmuseum und Stadtarchiv. Das Museum wurde in den 1950er und 1970er Jahren erweitert und neu konzipiert. 1975 erfolgte die Wiederöffnung. Die Leitung wurde zunächst noch ehrenamtlich durch Mitglieder des Heimatvereins wahrgenommen. Erst Ende der 1980er Jahre wurde die Stelle hauptamtlich besetzt. In den 1990er Jahren wurde das Haus Kirchplatz 7 (ehemalige deutsche Schule) in das Museum einbezogen. 2001 wurde die stadtgeschichtliche Abteilung im Haus Kirchplatz 9 überarbeitet, 2004 die Vor- und Frühgeschichte im Untergeschoss untergebracht. Die Gesamtausstellungsfläche umfasst heute 900 Quadratmeter.
2014 wurde das Museum um ein Museumsatelier mit vollständig eingerichteter Druckwerkstatt erweitert und das museumspädagogische Programm aufgenommen. 2019 wurde der Themenbereich Vor- und Frühgeschichte im Untergeschoss familienfreundlich gestaltet.

## Sammlungen und Ausstellung
Die Dauerausstellung beinhaltet folgende Themenbereiche:
- „Mammut, Römer, Kelten & Co.“ - Eine Mitmach-Ausstellung für Familien (Untergeschoss)
- Justitia und Prudentia - die Schorndorfer Gerichtsstube (Erdgeschoss)
- Aus Holz gebaut - Wohnen in der Fachwerkstadt (Erdgeschoss, 2. Obergeschoss)
- Von Manufakturen und Fabriken - Handwerk und Industrie (Erdgeschoss, 1. Obergeschoss)
- Die Festungsstadt - Schorndorf in der frühen Neuzeit (1. Obergeschoss)
- Schorndorfer Köpfe - von Barbara Künkelin bis Gottlieb Daimler (1. Obergeschoss)
- Schorndorf - Nationalsozialismus und Nachkriegszeit (Dachgeschoss)

## Galerie

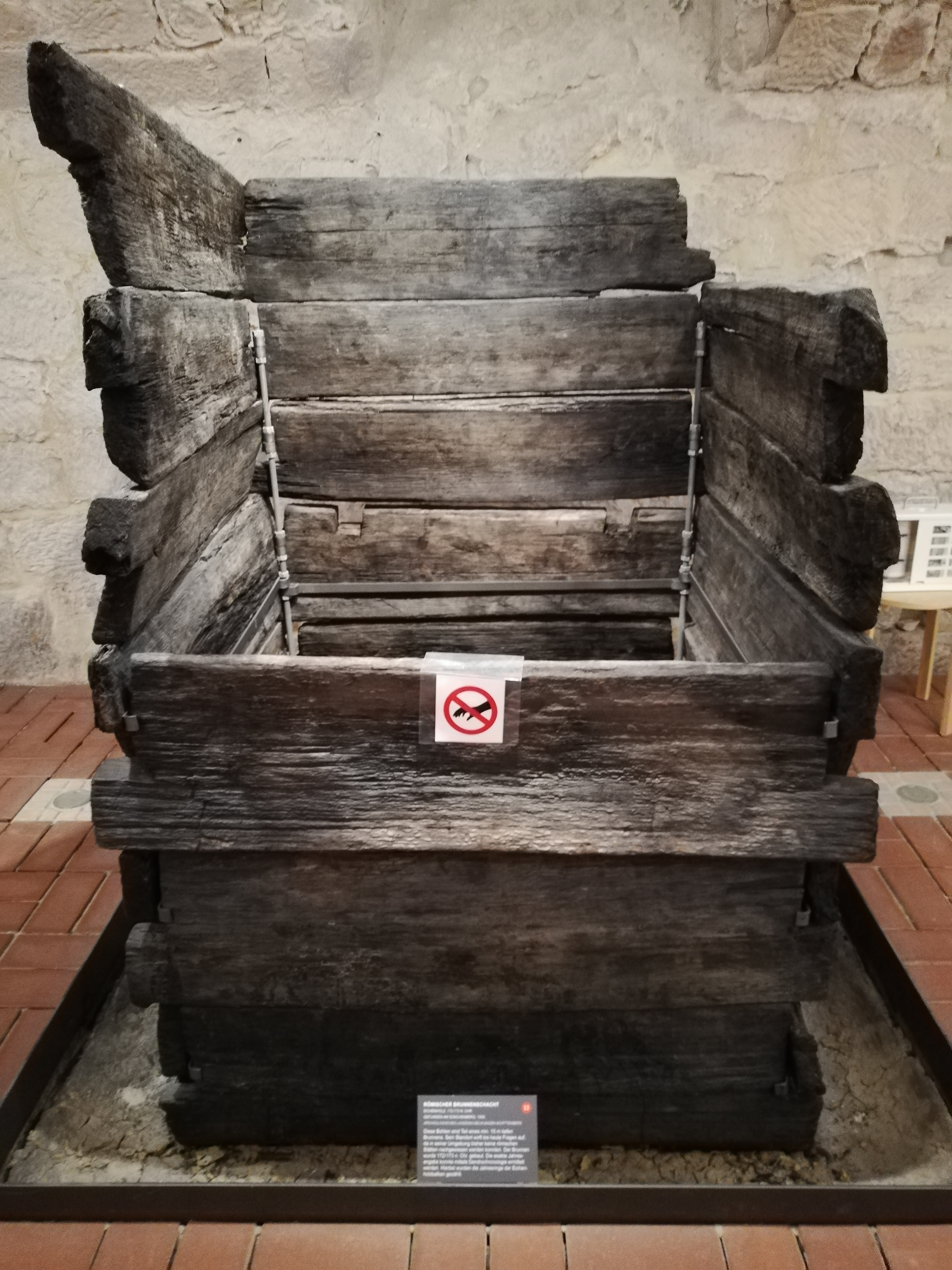
Römischer Brunnenschacht, Eichenholz, 172/173 n. Chr.
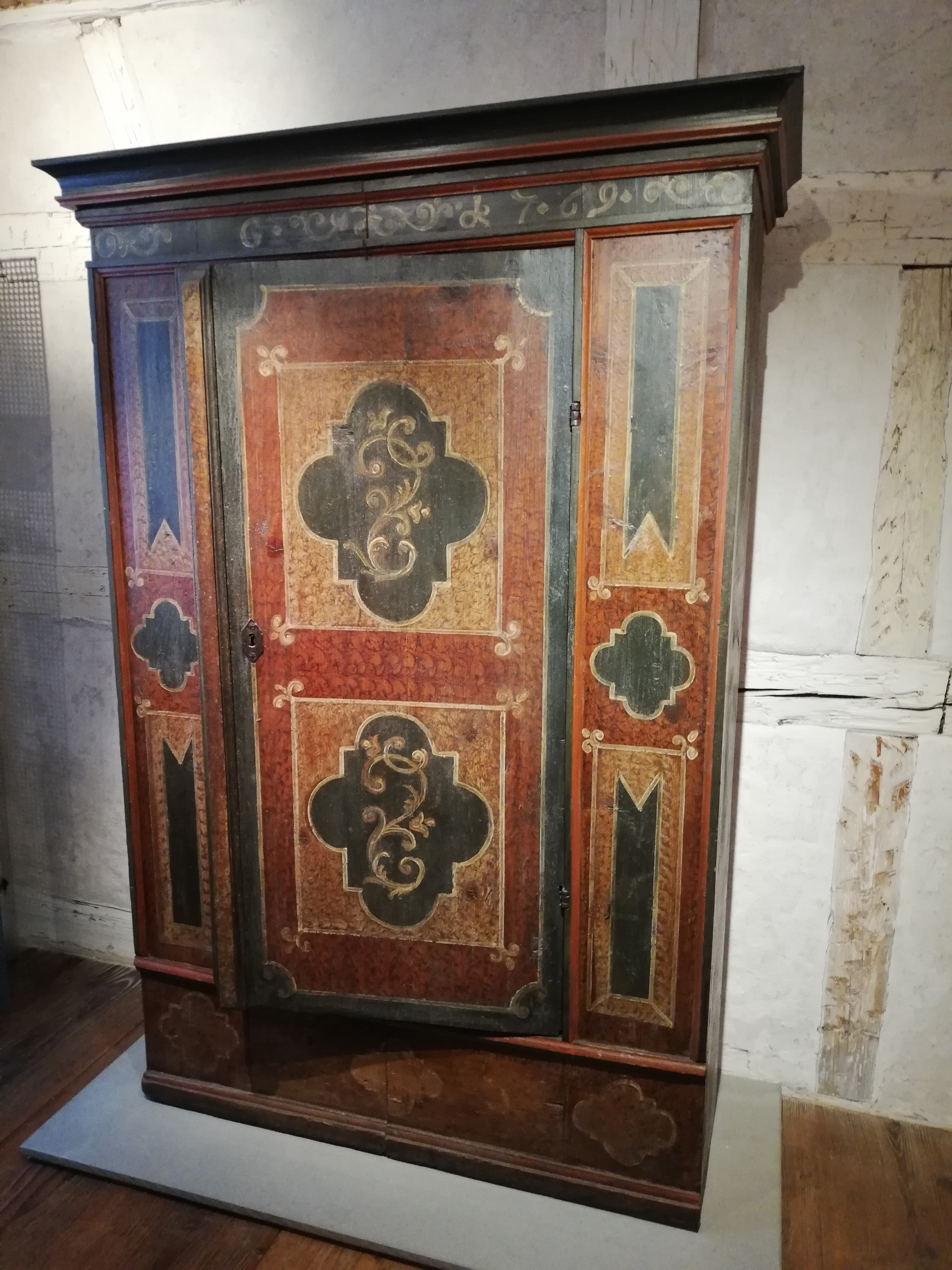
Bauernschrank mit ornamentaler Malerei, 1769
Carl von Häberlin: Die Weiber von Schorndorf, Öl auf Leinwand, 1866
Johann Philipp Palm im Themenbereich Schorndorfer Köpfe